# Laurie Dhue
Laurie Dhue (10 febbraio 1969) è una giornalista statunitense.
È sicuramente il volto più celebre dello show televisivo Geraldo at Large, prodotto e mandato in onda dalla Fox.

## Biografia
Laureatasi presso la celebre prestigiosa Westminster Schools di Atlanta, ha ricevuto altri riconoscimenti accademici, tra cui un bachelor in scienze politiche con specializzazione in arti drammatiche dalla University of North Carolina di Chapel Hill.
Prima del suo approdo al Geraldo at Large era stata mezzobusto ed inviata speciale del canale Fox News Channel, di cui aveva condotto le rubriche Fox News Live, Fox Magazine e Fox Report Weekend. Le prime esperienze sul piccolo schermo avvennero comunque in altre due importanti reti statunitensi: la CNN e la MSNBC.
Il 20 marzo del 2006 ha rilasciato un'invervista al celebre giornalista Bill O'Reilly, in cui ha parlato delle sue ambizioni e delle sue speranze riguardo alla vita professionale. Le sue dichiarazioni piacquero talmente tanto che la Fox annunciò di aver inserito all'interno del suo palinsesto una nuova rubrica, chiamata The Dhue Point.
O'Reilly condivise tale progetto e successivamente chiese alla Dhue di annunciare il soggetto del nuovo programma, ma ella si rifiutò. Nel corso della stessa intervista O'Reilly ha fatto una considerazione sulla sua bellezza fisica, definendola la Paula Zahn del momento: a questa frase Laurie Dhue ha replicato dicendo «Sono attraente, ma sono anche astuta ed ho lavorato molto».